# Heuberg-Lied
Das Lied der Heuberger oder kurz Heuberg-Lied wurde 1933 von Häftlingen des KZ Heuberg bei Stetten am kalten Markt auf der Schwäbischen Alb geschaffen. In diesem Lager wurden vorwiegend politische Gegner des Nazi-Regimes aus dem südwestdeutschen Raum gefangen gehalten.

## Entstehung und Bedeutung
Als Autor des Heubergliedes wurde von der politischen Polizei der kommunistische Häftling (März bis Juli) Albert Geiger aus Donzdorf verdächtigt, der seine Autorschaft jedoch leugnete. Das Lied wurde auf die Melodie des russischen Volksliedes „Stenka Rasin“ gesungen. Mit der Verlegung der ca. 200 Heuberg-Häftlinge im Dezember 1933 in das KZ Oberer Kuhberg gelangte das Lied dorthin und wurde vermutlich auch dort gesungen. Nach der Befreiung im Jahr 1945 wurden verschiedene mündlich überlieferte Text-Fassungen ehemaliger Heuberg- und Kuhberg-Häftlinge dokumentiert.
Das Heuberglied gilt als „Hymne“ der württembergischen KZ-Überlebenden. Im Gegensatz zu den meisten anderen der frühen KZ-Lieder besitzt das Heuberg-Lied einen „revolutionären Charakter“ und droht den Nazis offen mit Rache.

## Text
Auf des Heuberg rauhen Höhen
Eng umspannt mit Stacheldraht,
Liegt das Lager der Marxisten
Vom Faschismus hinverbannt.
Menschenrechte sind verloren
Und Beschwerden gibt es nicht.
Anstatt Fleisch gibt es nur Knochen,
Gutes Essen wäre Gift.
Menschen wollen wir erst werden,
bisher waren wir es nicht,
denn in jedes Häftlings Herzen
wächst der Rache stärkstes Gift.
Doch die Freiheit, die kommt wieder –
Dann, SA-Mann gebe acht!
Rotgardisten werden siegen,
rufen auf zur letzten Schlacht.
Rote Fahnen werden wehen
Auch auf diesem Lager dann!
Nicht SA hat dann die Waffen,
sondern nur der Arbeitsmann!
Bemerkung: Eine zweite Version umfasst sechs Verse und einige Abweichungen im Text und wurde in Fackler: „Des Lagers Stimme“ S. 278, Anm. 461 abgedruckt.